# Prosopocera flavopunctata
Prosopocera flavopunctata är en skalbaggsart som beskrevs av Stefan von Breuning 1936. Prosopocera flavopunctata ingår i släktet Prosopocera och familjen långhorningar. Inga underarter finns listade i Catalogue of Life.